# فیلیپ هینچکلیف
فیلیپ هینچکلیف (انگلیسی: Philip Hinchcliffe؛ زادهٔ ۱ اکتبر ۱۹۴۴) تهیه‌کننده تلویزیونی و فیلم‌نامه‌نویس اهل بریتانیا است. وی بین سال‌های ۱۹۶۸ تا ۲۰۰۱ میلادی فعالیت می‌کرد.
از فیلم‌ها یا مجموعه‌های تلویزیونی که وی در آن‌ها نقش داشته‌است، می‌توان به دکتر هو، تاگارت، کسوف کامل، یک ماجراجویی کاملاً بزرگ و الاکلنگ اشاره نمود.